# Peter Tobin
Peter Britton Tobin, född 27 augusti 1946 i Johnstone, Renfrewshire, Skottland, död 8 oktober 2022 i Edinburgh, var en brittisk brottsling, våldtäktsman och seriemördare. Han  dömdes för tre mord begångna mellan 1991 och 2006.

## Biografi
Peter Tobin föddes i Johnstone, Skottland den 27 augusti 1946 som yngst av 8 syskon. Han visade tidigt våldstendenser och redan som 7-åring skickades han till en uppfostringsanstalt för pojkar. Han tillbringade resten av sin barndom och ungdomsår på ett flertal olika ungdomsanstalter. Som vuxen levde han ett kringflackande liv och försörjde sig på olika ströjobb och småbrott. Han antog flera olika alias, var gift tre gånger och fick 3 barn. I samtliga tre äktenskap var Tobin extremt våldsam och kontrollerande mot sina hustrur och alla äktenskap slutade med skilsmässa. Han hade även flera andra förhållanden, oftast med kvinnor som var betydligt yngre än han själv. Även i dessa förhållanden var Tobin mycket våldsam och kontrollerande.
1970 dömdes han till ett kortare fängelsestraff för inbrott och förfalskning. 
1994 dömdes han till 14 års fängelse för våldtäkt på två 14-åriga flickor. Han frigavs villkorligt 2004.

## Mordutredningar
I september 2006 hade Tobin, som då kallade sig Pat McLaughlin, fått arbete som vaktmästare på St Patrick's Roman Catholic Church i Glasgow. Där lärde han känna en 23-årig polsk utbytesstudent vid namn Angelika Kluk, som arbetade extra som städerska i kyrkan. Hon sågs senast i livet inne i kyrkans kapell den 24 september 2006. Den 29 september hittades hennes kropp i ett hålrum under en av kyrkans biktstolar. Hon hade blivit misshandlad, våldtagen och knivhuggen. När kroppen obducerades konstaterades det att hon fortfarande levde när hon placerades i hålrummet under biktstolen men senare avlidit. Polisen säkrade Peter Tobins DNA på Angelika Kluks kropp och fattade då misstankar om att den man som utgav sig för att heta Pat McLaughlin i själva verket var Peter Tobin. Vid det laget hade han dock lämnat Glasgow och åkt till London, där han dock kunde gripas ganska snart. Den 4 maj 2007 dömdes han för mordet på Angelika Kluk till livstids fängelse med möjlighet till villkorlig frigivning efter 21 år. 
Under utredningen av mordet på Angelika Kluk började polisen i Glasgow undersöka om Tobin även kunde vara skyldig till fler mord. En specialstyrka, kallad Operation Anagram, upprättades för att kartlägga Tobins rörelser i och omkring hela Storbritannien från 1950-talet och framåt och göra dessa uppgifter tillgängliga för alla brittiska polismyndigheter. Man kartlade bland annat alla de platser som Tobin hade bott på vid olika tidpunkter och fann bland annat att Tobin bodde i ett hus i staden Bathgate under tidiga 1991. Vid samma tidpunkt som Tobin bodde där försvann en 15-årig flicka vid namn Vicky Hamilton, hon sågs för sista gången på kvällen den 10 februari 1991 på en busshållplats i centrala Bathgate. Hennes försvinnande hade dittills förblivit olöst. Polisen gjorde husrannsakan i det hus i Bathgate där Tobin bott vid tidpunkten för Vicky Hamiltons försvinnande och fann hennes DNA på en kniv som låg gömd på vinden, man fann dock ingen kropp. 
Operation Anagram hittade snart ytterligare ett intressant fall. Det visade sig att Tobin hade flyttat till ett radhus i staden Margate bara sju veckor efter att Vicky Hamilton försvann. Vid tidpunkten då Tobin bodde i Margate försvann 18-åriga Dinah McNicol på väg hem från en musikfestival. Hon sågs för sista gången den 5 augusti 1991 en bit utanför Reigate, bara en kort bilfärd från Margate, av en vän som hon träffat på festivalen då hon steg in en bil vars förare erbjudit henne lift. Vännen beskrev senare för polisen att mannen som körde bilen talade med en kraftig skotsk dialekt. I polisutredningen som följde konstaterades att någon hade tagit ut pengar från Dinah McNicols konto i ett flertal olika uttagsautomater i och omkring Margate. Därefter upphörde dock alla spår efter henne. Polisen kunde nu binda Tobin till flera av de platser där pengarna hade tagits ut vid tidpunkterna då uttagen gjordes och i mitten av november 2007 beslutade man att göra husrannsakan i det hus i Margate som hade varit Tobins bostad under en period 1991. Den 14 november fann man kvarlevorna efter Vicky Hamilton nedgrävda i husets trädgård, den 16 november fann man även Dinah McNicols kvarlevor nedgrävda i trädgården.
Den 2 december 2008 dömdes Tobin till livstids fängelse för mordet på Vicky Hamilton och den 16 december 2009 dömdes han till ytterligare ett livstidsstraff för mordet på Dinah McNicol. Han har aldrig erkänt.
Peter Tobin avtjänade sitt traff i Edinburghfängelset i Edinburgh. Han bedömdes under fängelsetiden lida av en antisocial personlighetsstörning.[källa behövs] Den 8 oktober 2022 avled Tobin i fängelset.

## Mordoffer
- Vicky Hamilton, 15 år. Sågs senast i livet den 10 februari 1991. Hennes kvarlevor återfanns den 14 november 2007.
- Dinah McNicol, 18 år. Sågs senast i livet den 5 augusti 1991. Hennes kvarlevor återfanns den 16 november 2007.
- Angelika Kluk, 23 år. Sågs senast i livet den 24 september 2006. Hennes kvarlevor återfanns den 29 september samma år.

## Misstankar om fler mord
Peter Tobin har även misstänkts vara skyldig till fler mord än de tre han har dömts för. Det har bland annat spekulerats i om Peter Tobin kan ha varit den så kallade Bible John, en oidentifierad person som tros ha mördat minst tre kvinnor i Glasgow under 1968-1969. Det har påtalats att Peter Tobin är lik de fantombilder av Bible John som har tagits fram och det är belagt att Tobin bodde i Glasgow vid tidpunkten för morden. Det har även påpekats att Bible John-morden upphörde under 1969 vid samma tidpunkt som Peter Tobin flyttade till Brighton tillsammans med sin dåvarande flickvän. Ett vittne som såg Bible John på nära håll uppgav även för polisen att mördaren saknade en tand i överkäken, vilket även Peter Tobin gjorde vid tiden för morden. Teknisk bevisning saknas dock.
När Peter Tobin greps 2006 fann man även att han hade ett stort antal smycken i sin ägo. Varifrån dessa kommer har man inte lyckats kartlägga men en teori är att de kan vara troféer från okända mordoffer. Tobin ska också ha uppgivit för psykiater i fängelset att han har mördat så många som 48 kvinnor.